# Hosiden
Công ty Hosiden (ホシデン株式会社 Hoshiden Kabushiki Kaisha) là một công ty điện tử Nhật Bản. Công ty sản xuất các linh kiện và thiết bị điện tử, và có sự hiện diện mạnh mẽ trong ngành viễn thông và ô tô trước khi mở rộng sang thị trường tiêu dùng. Trụ sở chính đặt tại Yao, Osaka, và có hơn 19 nhà máy với hơn 12.000 công nhân.
Các sản phẩm của công ty bao gồm đầu nối, đầu nối thẻ nhớ, màn hình LCD (hình vuông và tròn) và các công tắc vi mô.
Trong ứng dụng S-Video, đầu nối 4 chân của Hosiden,, Oshiden hoặc Ushiden thường bị nhầm lẫn với đầu nối mini-DIN. Hosiden Besson Limited được thành lập vào năm 1957, hoạt động dưới tên gọi A P Besson and Partner Limited tại Vương quốc Anh, chuyên sản xuất tai nghe cho Dịch vụ Y tế Quốc gia. Công ty này đã được bán cho Crystalate Electronics vào năm 1971 để tạo thành bộ phận Besson, và như một phần của nhóm sản xuất, công ty đã tiếp nhận công nghệ đúc phun và thiết kế, sản xuất các bảng mạch in. Vào ngày 2 tháng 3 năm 1990, Tập đoàn Hosiden đã mua lại công ty. Hiện tại, các khả năng của công ty bao gồm các sản phẩm âm thanh, điện tử, nghiên cứu và phát triển, sản phẩm chữa cháy, sản phẩm truyền tải, sản xuất và lắp ráp, máy ép nhựa và phân phối.